# Шепелев, Александр Дмитриевич
Александр Дмитриевич Шепелев (1829—?) — русский военный и общественный деятель. Генерал от артиллерии (1903).  

## Биография
Родился 14 декабря  1829 года. 13 августа 1851 года после окончания Михайловского артиллерийского училища произведён в офицеры.
В 1866 году произведён в полковники гвардии. С 1870 года командир 7-й конно-артиллерийской бригады. С 1876 года командир 10-й артиллерийской бригады. В 1877 году произведён в генерал-майоры и назначен командиром 24-й артиллерийской бригады. Участник Русско-турецкой войны. С 1878 года назначен командиром Лейб-гвардии Конной артиллерии, одновременно с 1879 года назначен был состоять в Свите Его Императорского Величества.
В 1886 году произведён в генерал-лейтенанты и назначен начальником артиллерии 12-го армейского корпуса. С 1889 года начальник артиллерии Московского военного округа. С 1892 года состоял для особых поручений при генерал-фельдцехмейстере и генерал-фельдмаршале великом князе Михаиле Николаевиче.
В 1903 году произведён в генералы от артиллерии и назначен членом Александровского комитета о раненых. 3 января 1906 года уволен от службы с мундиром и пенсией.
Имел единственную дочь, которая была замужем за Александром Вороновичем. Поскольку у генерала Шепелева не было сыновей, он обратился к государю с просьбой передать свою фамилию мужу дочери. Разрешение на это было получено, и зять генерала с тех пор именовался Александром Шепелевым-Вороновичем. Н. В. Воронович, племянник А. Шепелева-Вороновича сообщает в своих мемуарах, что генерал Шепелев, которого в семье называли дедушкой, благословил его брак (в 1914 году). Дальнейшая его судьба неизвестна.

## Награды
Награды:
- Орден Святой Анны 4-й степени (1849)
- Орден Святого Станислава 3-й степени (1856)
- Орден Святой Анны 3-й степени (1860)
- Орден Святого Станислава 2-й степени с Императорской короной (1863)
- Орден Святой Анны 2-й степени с Императорской короной (1869)
- Орден Святого Владимира 4-й степени (1872)
- Орден Святого Владимира 3-й степени (1875)
- Золотое оружие «За храбрость» (1878)
- Орден Святого Станислава 1-й степени с мечами (1878)
- Орден Святой Анны 1-й степени (1882)
- Орден Святого Владимира 2-й степени (1885)
- Орден Белого орла (1889)
- Орден Святого Александра Невского (1895; бриллиантовые знаки — 1898)
- Орден Святого Владимира 1-й степени (1905)